# ヴォルフ＝ハインリヒ・フォン・ヘルドルフ
ヴォルフ＝ハインリヒ・グラーフ（伯爵）・フォン・ヘルドルフ（Wolf Heinrich Graf von Helldorf、1896年10月14日 – 1944年8月15日）は、ドイツの政治家、警察官僚、貴族。突撃隊大将。
国家社会主義ドイツ労働者党（ナチ党）のベルリン突撃隊指導者を経て、ナチ党の政権獲得後にはベルリン警察長官を務めた。ナチ党独裁体制の守護者の一人であったが、1944年7月20日のヒトラー暗殺未遂事件に関与して処刑された。

## 概要
マイセン辺境伯の分流の貴族ヘルドルフ伯爵家に生まれる。第一次世界大戦では軽騎兵連隊に従軍。後に機関銃中隊指揮官になる。少尉まで昇進した。戦後は義勇軍に参加して反共運動に尽力した。カップ一揆に参加したが、一揆失敗後は国外亡命した（→前半生）
1924年にドイツに帰国し、レームの下でフロントバンの活動に尽力した。国家社会主義自由運動(NSFB)のプロイセン州議会議員にも就任。1925年5月にレームがフロントバンから失脚すると彼もしばらく政治活動から退いた（→国家社会主義自由運動・フロントバンに参加）。
1930年8月にナチ党に入党。1931年1月にレームが突撃隊幕僚長に就任にした地、レームの突撃隊機構改革の中でベルリン突撃隊の指導者に任じられた（→ナチ党・突撃隊に参加）。
1933年1月にヒトラーが首相に任命された後、1933年3月から1935年7月までポツダム警察長官、ついで1935年7月から1944年7月の解任までベルリン警察長官を務めた（→ナチ党の政権掌握後）。
1938年1月、友人の刑事警察長官ネーベが入手した国防相ブロンベルク元帥の再婚相手が売春婦であるという情報を国防相の座を狙っていた空軍総司令官ゲーリング元帥に届けることでその失脚に一役買った（→ブロンベルク国防相解任事件）。様々な反ユダヤ主義の悪行に手を染めたが、水晶の夜事件は嫌悪したという（→ユダヤ人迫害との関連）。
ナチ党独裁体制の守護者の一人でありながら、ネーベらとともに反ヒトラーグループに接触した。1944年7月20日のヒトラー暗殺未遂事件にも関与。暗殺失敗後に逮捕された（→ヒトラー暗殺事件に関与）。8月15日にフライスラーの人民裁判所にかけられて死刑判決を受けて処刑された（→処刑）。

## 略歴

### 前半生
1896年10月14日、ドイツ帝国プロイセン王国ザクセン県メルゼブルクに騎兵大尉フェルディナント・フォン・ヘルドルフ伯爵（Ferdinand von Helldorf）の息子として生まれる。ヘルドルフ家はマイセン辺境伯に連なる貴族の家柄である。
1914年8月に第一次世界大戦が勃発すると伍長級士官候補生（Fahnenjunker）としてテューリンゲン第12軽騎兵連隊に入隊し、9月から前線勤務した。第一次イープルの戦いに参加したが、その後1918年8月に西部戦線に戻されるまで東部戦線で戦った。この時期ヨアヒム・フォン・リッベントロップも同じ連隊に所属していた。1915年3月に少尉（Leutnant）に昇進し、1916年10月に歩兵部隊に転属となり、同年11月から1918年春まで機関銃中隊(MG-Kompanie)の指揮官を務めた。1918年春から敗戦までは第12軽騎兵連隊に戻った。大戦中に一級鉄十字章と二級鉄十字章を受章した。
戦後、義勇軍（フライコール）のリッツォフ義勇軍やロスバッハ義勇軍に参加して共産主義者と戦った。1920年に君主主義者たちが起こしたカップ一揆に参加したが、一揆の失敗でイタリア王国へ国外逃亡し、4年間をイタリアで過ごした。

### 国家社会主義自由運動・フロントバンに参加
1924年にドイツに帰国。この頃、国家社会主義ドイツ労働者党（ナチ党）は前年に起こしたミュンヘン一揆の失敗により解散させられており、党首アドルフ・ヒトラーは投獄を受けていた。すぐに釈放されたエルンスト・レームはヒトラー不在の間、元フライコールなどを集めてフロントバンを組織していた。ヘルドルフもこのフロントバンに参加し、レームの側近となった。同年8月よりハレ・アン・デア・ザーレのフロントバン中央集団指揮官に任じられる。
1924年12月から1928年3月まで第11選挙区(ハレ＝メルゼブルク選挙区)の国家社会主義自由運動(NSFB)の名簿からプロイセン州議会議員に選出された。
レームのヘルドルフへの信任はかなり厚く、1925年5月にレームがヒトラーと仲違してフロントバン指揮官を辞した時、レームは後任としてヘルドルフを指名している。その指名に基づき1925年5月から9月までフロントバン司令官を務めた。
その後、ベルリンを離れて1927年から1930年までザクセン県の農業会議所の議長を務めていた。

### ナチ党・突撃隊に参加

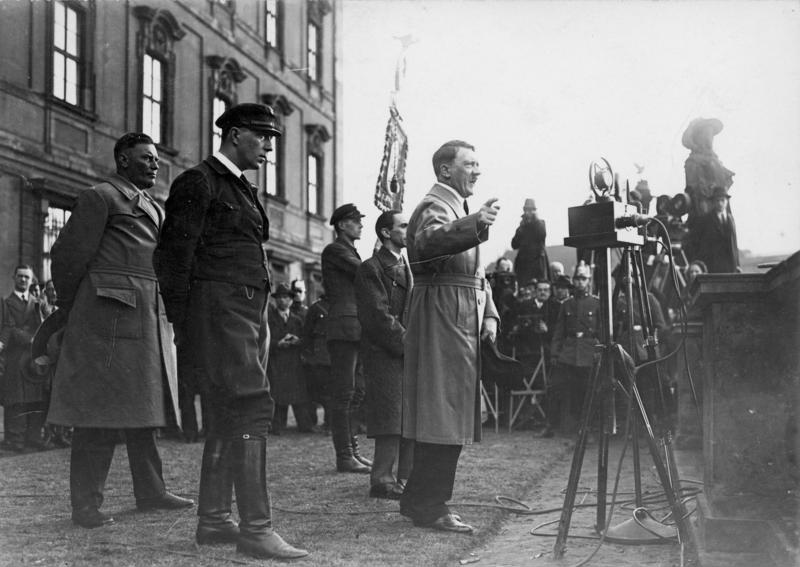
1932年4月4日、ベルリン・ルストガルテンでのヒトラーの演説を警護するヘルドルフ伯（一番手前の帽子をかぶった人物）。

1930年にベルリンへ戻り、同年8月1日にナチ党に入党した（党員番号325,408）。
南米から呼び戻されたレームが1931年1月に突撃隊(SA)幕僚長に任じられるとヘルドルフも突撃隊に復帰した。1931年春にレームによる突撃隊の機構改革が行われ、ヘルドルフは同年4月にベルリン駐留の突撃隊第2連隊(SA-Standarte2)指導者(Führer)に任じられた。さらに同年7月に大ベルリン突撃隊下級集団(SA-Untergruppe Gross-Berlin)指導者、同年9月にベルリン＝ブランデンブルク突撃隊集団(SA-Gruppe Berlin-Brandenburg)指導者とブランデンブルク大管区親衛隊(SS im Gau Brandenburg)の指揮官(Leiter)となった。
1931年9月12日にはベルリン大管区指導者ヨーゼフ・ゲッベルスの指示を受けて副官カール・エルンストとともにヨム・キプルに合わせた反ユダヤ主義行動を組織した。この件でヘルドルフ以下35名の突撃隊員がベルリン警察に逮捕された。裁判では弁護士についたローラント・フライスラー(彼はのちに人民裁判所長官となり、皮肉にもヘルドルフに死刑判決を下すことになる)の手腕のおかげで6か月の懲役刑という軽い判決で済んだ。同年12月から1932年2月まで刑務所に収監された。
1932年4月から1933年10月まで第3選挙区（ポツダム第2地区）のナチ党の名簿からプロイセン議員に再選出された。
1932年9月よりベルリンを本部とし、5個突撃隊集団（ベルリン＝ブランデンブルク突撃隊集団、オストマルク突撃隊集団、シュレージエン突撃隊集団、ポンメルン突撃隊集団、ノルトマルク突撃隊集団）を管轄する第1突撃隊上級集団(SA-Obergruppe1)の指導者に任じられる。

### ナチ党の政権掌握後

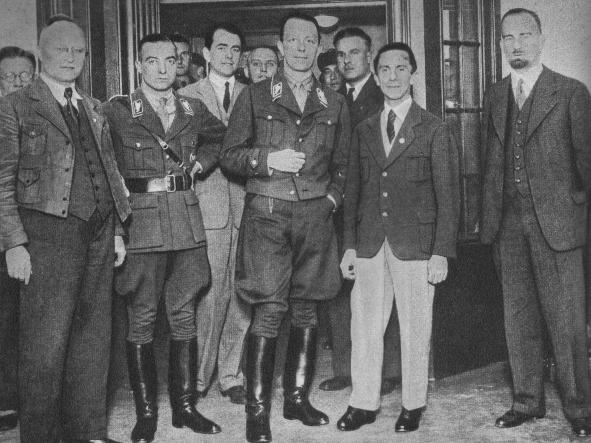
1933年、ヒトラーの首相官邸に集まったベルリン・ナチ党幹部の記念写真。
中央がヘルドルフ伯。右はゲッベルス。左はエルンスト。ヘルドルフ伯とエルンストの間はシュペーア。

1933年1月30日、ナチ党党首アドルフ・ヒトラーが首相に任命され、政権を掌握した。
1933年3月にはプロイセン州内相ヘルマン・ゲーリングの指示によりドイツ共産党本部リープクネヒト館の接収の指揮にあたった。接収後は突撃隊の建物として使用した。
1933年3月から1935年7月にかけてポツダム警察長官（Polizeipräsident in Potsdam）に任命された。1933年4月から1937年1月にかけて突撃隊最高指導部の突撃隊指導者特務部隊指導者(SA-Führer z.V)となる。
1933年11月から1944年7月の解任までナチ党候補者名簿から国会議員に選出された（1938年4月以降第2選挙区(西ベルリン選挙区)から選出される）。
1935年7月から1944年7月の解任までベルリン警察長官（Polizeipräsident in Berlin）に任命された。

### ブロンベルク国防相解任事件
国防相ヴェルナー・フォン・ブロンベルク元帥の罷免事件にヘルドルフは関与している。1938年1月12日、ブロンベルク元帥はヒトラーと空軍総司令官ヘルマン・ゲーリング上級大将の立ち会いに下にエレナ・グルンと再婚した。
ところがこの直後、刑事警察（クリポ）の風紀犯罪担当にブロンベルクの妻エレナらしき女性の売春の写真が届けられた。刑事警察局長アルトゥール・ネーベは親友のヘルドルフに調査を一任した。
ヘルドルフは1938年1月23日に、この写真の女性がエレナかどうか確認するため国防軍部部長ヴィルヘルム・カイテル砲兵大将を訪れた。カイテルは知らないと答え、結婚式に立ち会ったゲーリングに聞くといいと勧めた。同日夕刻、ヘルドルフはゲーリングにこの写真を届けた。ゲーリングはこれを利用して国防相のスキャンダルに仕立て、ヒトラーにブロンベルクを罷免させたのである。

### ユダヤ人迫害との関連

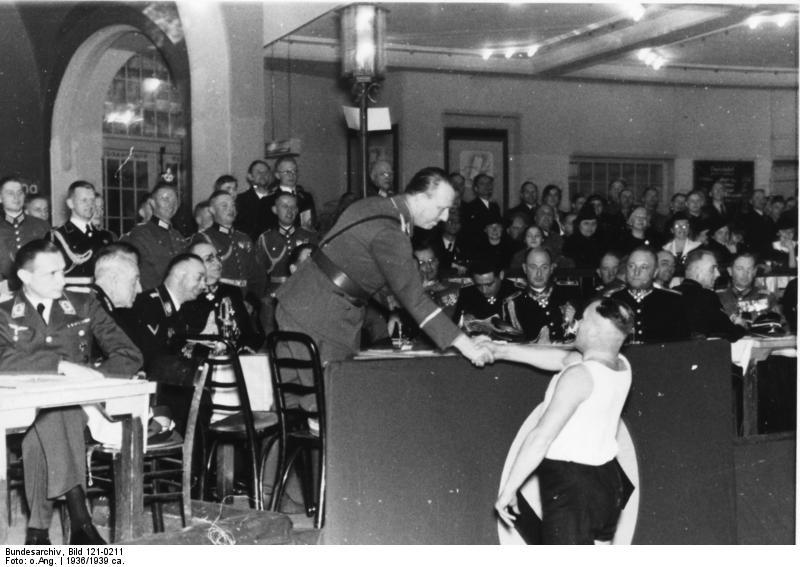
1936年、イタリア警察の歓迎イベントで体操選手と握手するヘルドルフ伯。

ヘルドルフは様々な反ユダヤ主義の悪行に手を染めた。裕福なユダヤ人から旅券を没収してそれを平均25万マルクで転売した行為(Helldorf-Spende)はその一例である。
しかし1938年11月9日から10日かけて起こった反ユダヤ主義暴動「水晶の夜」事件について嫌悪感を隠さなかった。事件発生時、ヘルドルフはベルリンにいなかったが、戻ると直ちにベルリン警察幹部を会議に招集し、暴動を止めなかったことについて彼らを激しく叱責している。また略奪を行った者は全員射殺するよう命令している。

### ヒトラー暗殺事件に関与
ヘルドルフがヒトラー暗殺を企む「黒いオーケストラ」グループと最初に接触したのは1938年9月のズデーテン危機の時である。ヨーロッパに再び戦争を起こしかねないヒトラーの強硬な外交姿勢に反発した前参謀総長ルートヴィヒ・ベック、その後任の参謀総長フランツ・ハルダー、ベルリン軍管区司令官エルヴィン・フォン・ヴィッツレーベンらの間でヒトラー暗殺計画が企てられた。その際、ヴィッツレーベンは暗殺後のクーデタを成功させるには警察の協力が必要不可欠と考え、ヘルドルフの部下のベルリン警察長官代理フリッツ＝ディートロフ・フォン・デア・シューレンベルク伯爵と接触。彼を通じ、ヘルドルフや刑事警察長官アルトゥール・ネーベもクーデタへ協力することを表明したのである。
しかしイタリア首相ムッソリーニの調停で有名なミュンヘン会談が開かれた。会議の結果、イギリスとフランスがドイツのズデーテン地方併合を認め、戦争の危機は回避されたのでこの時の暗殺計画は中止された。
その後、1944年7月20日のヒトラー暗殺計画もヘルドルフは協力した。部下の警察部隊をクーデタの予備隊として出動できるよう準備していた。しかしヘルドルフは、暗殺計画の立案者は陸軍であるので、まず彼らが最初に行動を起こすべきで、彼らが行政地区を包囲するなら警察からも応援を出すが、警察が先にやる必要は無い、と考えていた。
暗殺も「ヴァルキューレ作戦」発動による反乱も完全に失敗に終わった7月21日未明、ヘルドルフは自分が陰謀と無関係である事を証明するため、反乱鎮圧本部が置かれていたヨーゼフ・ゲッベルス邸を訪れたが、そのまま逮捕された。

### 処刑
8月15日、人民法廷での裁判にかけられた。裁判でヘルドルフは自らの反逆罪を認め、裁判長ローラント・フライスラーに「なぜ我々は芝居を続けなければならないのですか？今こそすべての党同志は沈没船から逃れる挑戦をしなければなりません。貴方もこの方法が一番良いことを本当は知っているはずだ」と訴えかけた。
しかし死刑宣告を受け、同日中にプレッツェンゼー刑務所の処刑場において、ピアノ線に吊るされる形で絞首刑に処せられた。

## 栄典

### 軍の階級
- 1914年8月2日、伍長級士官候補生（Fahnenjunker）
- 1915年3月22日、少尉（Leutnant ohne Patent）
- 日時不明、予備役騎兵大尉（Rittmeister der Reserve）[2]

### 突撃隊階級
- 1931年7月31日、突撃隊上級大佐（SA-Oberführer）
- 1931年9月10日、突撃隊中将（SA-Gruppenführer）
- 1938年11月9日、突撃隊大将（SA-Obergruppenführer）[2]

### 勲章
- 鉄十字章
  - 1910年代、二級鉄十字章
  - 1910年代、一級鉄十字章
- 1934年2月、古参闘士名誉章
- 1934年頃、剣付名誉十字章
- 1938年1月30日、黄金ナチ党員章
- 勤続章（ドイツ語版）
  - 1940年代、ナチ党勤続章銅章
  - 1940年代、ナチ党勤続章銀章
- 戦功十字章
  - 1940年代、剣付2級
  - 1940年代、剣付1級
  - 1944年2月10日、剣付騎士十字章[18]

## 家族・親族

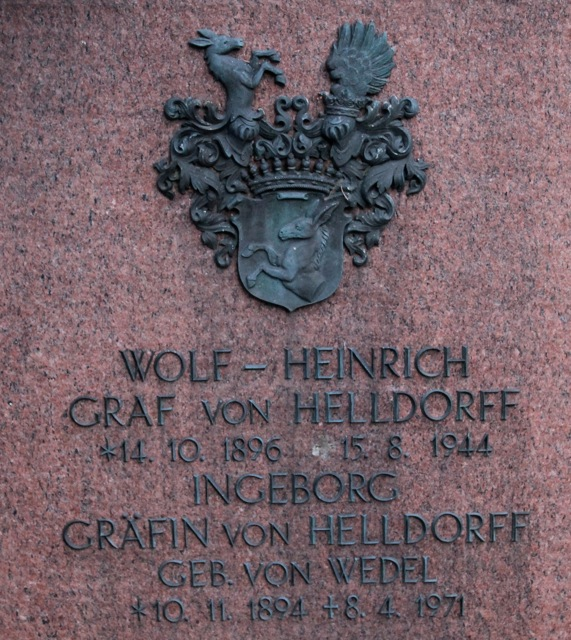
ヘルドルフ伯と妻インゲボルクの墓石。

- 1920年に陸軍大佐ベンノ・フォン・ウェーデルの娘インゲボルク・フォン・ウェーデル（Ingeborg von Wedel）(1894-1971)と結婚。彼女との間に4人の息子と1人の娘を儲けた[19]。
- 弟にハンス・ヨアヒム・オットー・フェルディナント・ハインリヒ・ユリウス・フォン・ヘルドルフ伯爵(1898-1918)がいたが、第一次大戦で戦死している[19]。
- 妻インゲボルクの兄であるヴィルヘルム・フォン・ウェーデル（ドイツ語版）(1891-1939)もナチ党員で親衛隊少将まで昇進し、ヘルドルフ退任後に代わってポツダム警察長官に就任している[19]。